# بازداشت دسته‌جمعی ژاپنی آمریکایی‌ها
بازداشت دسته‌جمعی ژاپنیها در آمریکا، به جابه‌جا کردن اجباری و بازداشت دسته‌جمعی بین ۱۱۰۰۰۰ تا ۱۲۰۰۰۰ نفر مردم دارای اصل و نسب ژاپنی بود که در ساحل اقیانوس آرام آمریکا زندگی می‌کردند. شصت و دو درصد بازداشت شدگان
شهروند ایالات متحده آمریکا بودند. این اقدامات به دستور رئیس‌جمهور ایالات متحده آمریکا فرانکلین دلانو روزولت مدت کوتاهی پس از حمله امپراتوری ژاپن به پرل هاربر صورت گرفتند.
بازداشت دسته‌جمعی آمریکایی‌های ژاپنی در سرتاسر آمریکا به گونه‌ای نابرابر اجرا شد. آمریکایی‌های ژاپنی که در ساحل غربی آمریکا زندگی می‌کردند، همگی بازداشت شدند و در حالی که در هاوایی که آمریکایی‌های ژاپنی بیش از ۱۵۰۰۰۰ نفر، برابر با یک سوم جمعیت منطقه را تشکیل می‌دادند، تا ۱۸۰۰ آمریکایی ژاپنی دستگیر شدند. باور بر این است که بازداشت اجباری بیش از ریسک امنیتی ژاپنی آمریکایی‌ها، ناشی از نژادپرستی بوده باشد چرا که کسانی که بیش از ۱/۱۶ شان ژاپنی نبود، و نوباوگان یتیمی «با یک چکه خون ژاپنی» هم ممکن بود در اردوگاه‌های بازداشت اجباری جای بگیرند. ضمناً با آمریکایی‌های آلمانی‌تبار و ایتالیایی‌تبار هرگز چنین رفتاری نشد. فرماندار وقت کالیفرنیا در این مورد گفت:
خوب، وقتی من به گروهی از آمریکاییان آلمانی‌تبار یا اخلاف ایتالیایی نگاه می‌کنم می‌توانم به شما بگویم وفادارند یا نه. می‌توانم بگویم چگونه فکر می‌کنند و حتی می‌توانم بگویم به چه چیزی می‌اندیشند، اما این کار برای من در مورد این شرقی‌های مرموز مخصوصاً ژاپنی‌ها، ناممکن است.— کالبرت اولسن، فوگل، اشپیل. تاریخ تمدن مغرب زمین. م. محمد حسین آریا. امیرکبیر. تهران، ۱۳۸۰.

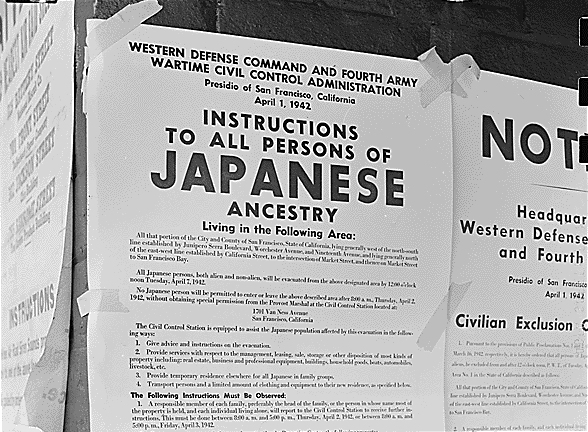
اعلامیه رسمی فرمان اجرایی ۹۰۶۶

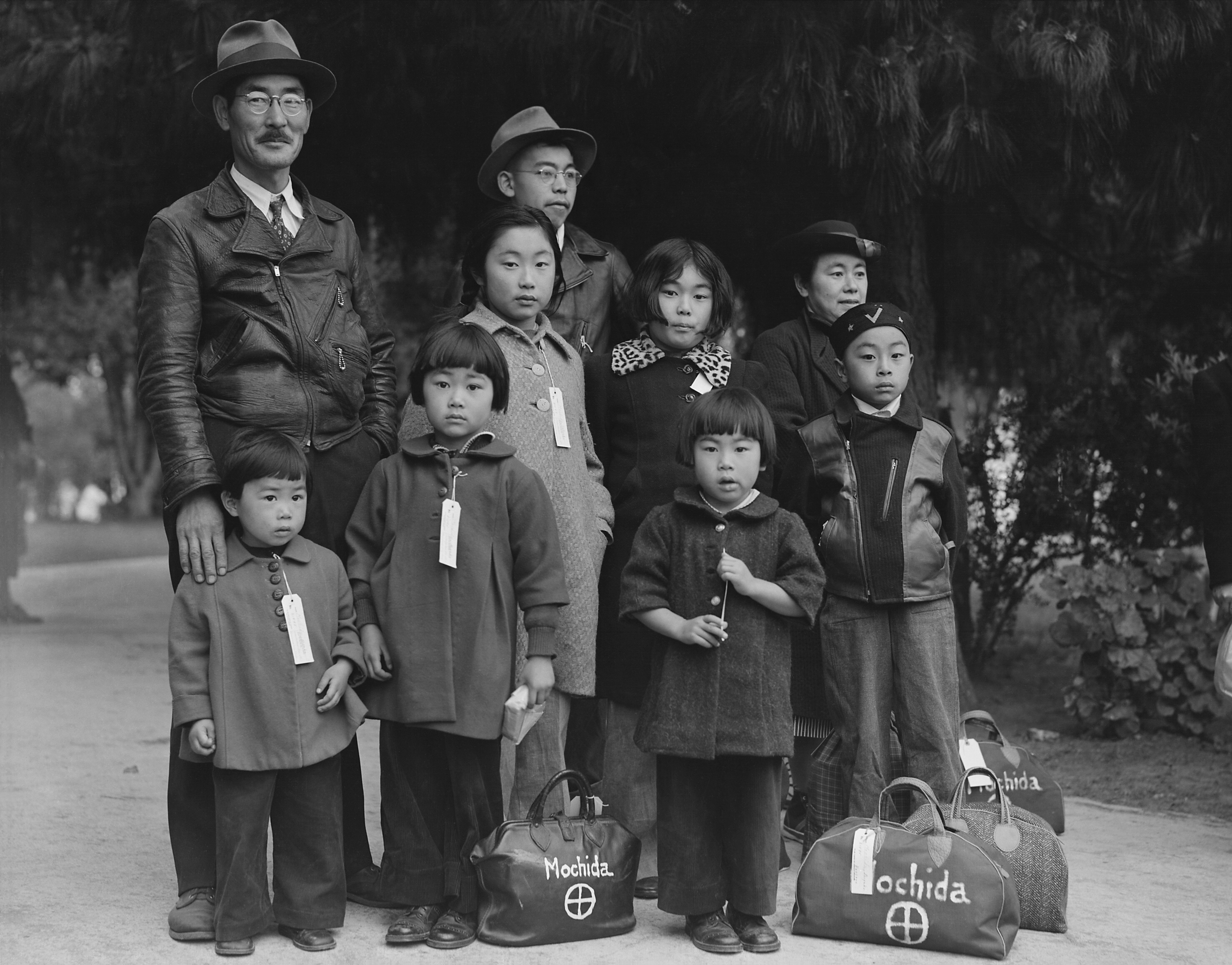
خانواده‌ای ژاپنی‌تبار در شهر هِی‌واُرد، کالیفرنیا، در حال انتظار برای انتقال داده‌شدن اجباری به اردوگاه نظامی. این‌گونه اردوگاه‌ها از فوریه ۱۹۴۲ تا مارس ۱۹۴۶ برپا بودند.

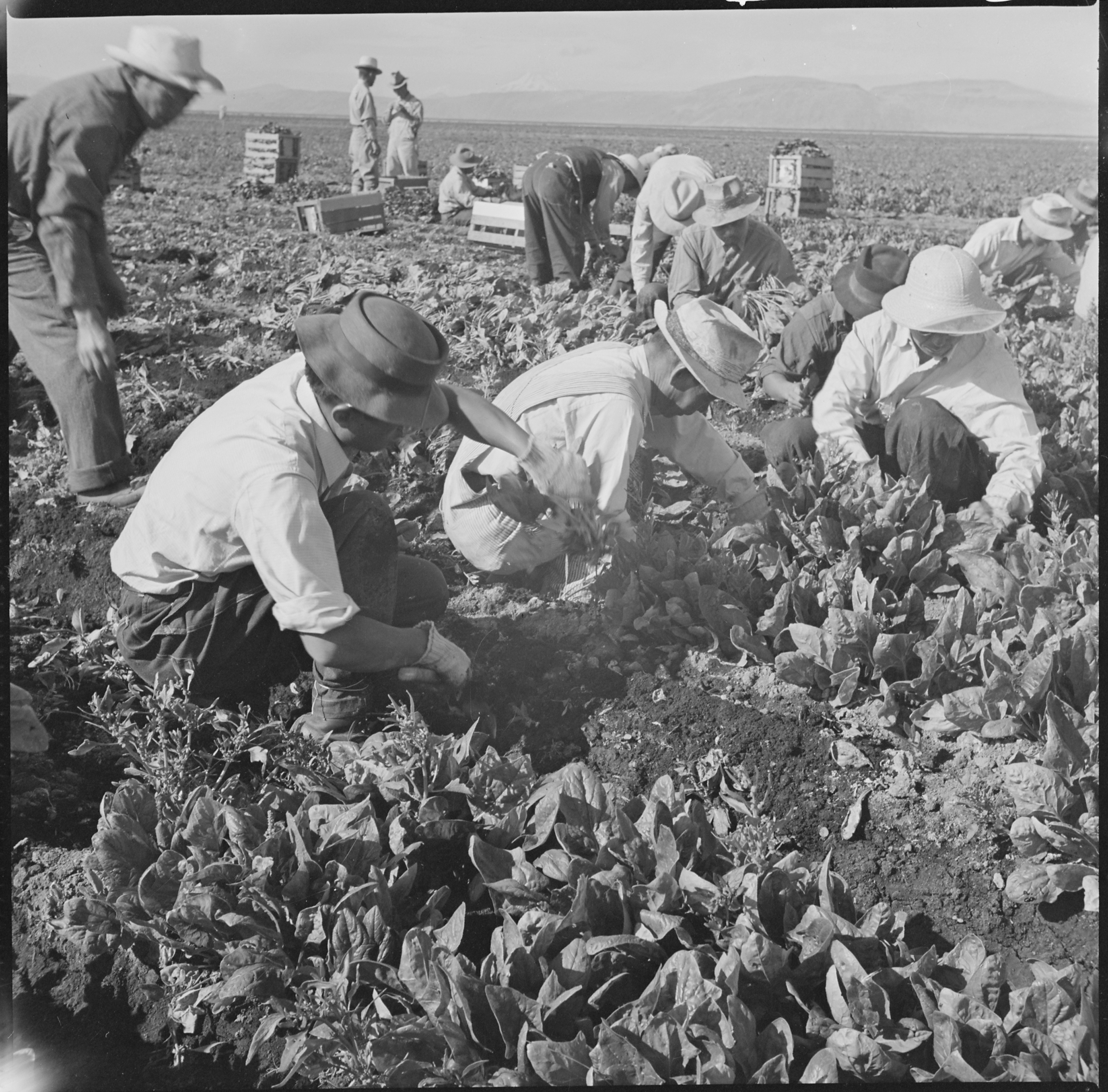
برداشت اسفناج، مرکز اسکان مجدد تول لیک، ۱۹۴۲

روزولت با امضای فرمان اجرایی ۹۰۶۶,به تاریخ ۱۹ فوریه ۱۹۴۲ , که به فرماندهان نظامی منطقه‌ای اجازه می‌داد «نواحی نظامی» تعیین کنند که «هر یا همه اشخاص را بتوان از آن‌ها بیرون نگاه داشت» مجوز اخراج و بازداشت جمعی را صادر کرد. این قدرت به این منظور مورد استفاده قرار گرفت که همه مردم دارای اصل و نسب ژاپنی از تمام ساحل غربی، از جمله همه کالیفرنیا و بیشتر اورگان، واشینگتن و آریزونا، به جز کسانی که در اردوگاه‌های حکومت باشند، بیرون نگه داشته شوند. در حدود ۵۰۰۰ ژاپنی داوطلبانه پیش از مارس ۱۹۴۲ به بیرون از ناحیه ممنوع نقل مکان کردند، و در حدود ۵۵۰۰ نفر از رهبران جامعه که پس از حمله پرل هاربر دستگیر شده بودند از قبل زندانی بودند. ولی، اکثریت در حدود ۱۳۰۰۰۰ ژاپنی آمریکایی ساکن در سرزمین اصلی ایالات متحده در بهار ۱۹۴۲ به زور از خانه‌هایشان در ساحل غربی جابه‌جا شدند.
اداره آمار آمریکا با فراهم آوری اطلاعات محرمانه محلات در خصوص ژاپنی آمریکایی‌ها با تلاش‌ها در جهت بازداشت اجباری همکاری کرد. این اداره دهه‌ها نقش خود را انکار کرد، ولی این مسئله نهایتاً در سال ۲۰۰۷ مستندسازی شد. در ۱۹۴۴, دیوان عالی ایالات متحده آمریکا با حکم خود علیه تقاضای استیناف فرد کورماتسو در خصوص نقض یک حکم جابه جاسازی اجباری، بر انطباق جابه‌جا کردن اجباری با قانون اساسی صحه گذاشت. دیوان تصمیم خود را به اعتبار دستورهای جابه سازی محدود کرد و از ورود به مسئله زندانی کردن شهروندان آمریکا بدون طی رویه عادلانه قضایی خودداری کرد.
در سال ۱۹۸۰، زیر فشار فزاینده اتحادیه شهروندان ژاپنی آمریکایی و سازمان‌های دیگر، رئیس‌جمهور جیمی کارتر دستور داد تحقیق شود که آیا تصمیم انتقال ژاپنی آمریکایی‌ها به اردوگاه‌های بازداشت اجباری از سوی دولت موجه بوده است. او کمیسیون جابه جایی زمان جنگ و بازداشت اجباری غیرنظامیان را برای تحقیق در خصوص اردوگاه‌ها برگمارد. گزارش کمیسیون دریافت شواهد اندکی در خصوص عدم وفاداری ژاپنی‌ها در آن زمان موجود است و نتیجه گرفت که زندانی کردن نتیجه نژادپرستی بوده و توصیه کرد حکومت به بازماندگان غرامت بدهد. در سال ۱۹۸۸ رئیس‌جمهور رونالد ریگان لایحه آزادی‌های مدنی را امضا کرد که به نیابت از دولت فدرال ایالات متحده آمریکا به خاطر بازداشت اجباری عذرخواهی کرد و مجوز پرداخت $20,000 (معادل ۴۹٬۴۸۷٫۹ $ در ۲۰۲۲) به هر یک از بازماندگان اردوگاه را داد. این قانون اذعان کرد اقدامات حکومت مبتنی بر «تعصب نژادی، هیستری جنگی، و ناکامی رهبری سیاسی» بوده است. حکومت آمریکا نهایتاً بیش از ۱٫۶ میلیارد دلار غرامت به ۸۲٬۲۱۹ ژاپنی آمریکایی و بازماندگانشان که بازداشت جمعی شده بودند پرداخت.